# Rata roquera roja
La rata roquera roja (Aethomys chrysophilus) és una espècie de mamífer rosegador de la família dels múrids. Són rosegadors de dimensions mitjanes, amb una llargada de cap a gropa de 120 a 169 mm i una cua de 126 a 202 mm. Poden arribar a pesar fins a 114 grams. Es troba a l'Àfrica oriental i meridional.